# Kajetan Bedini
Kajetan (Gaetano) Bedini (Rijeka, Hrvatska, 28. kolovoza 1833. – Wörischofen, Austrija,  1896.), katolički svećenik iz Rijeke. Dugogodišnji rektor senjskog sjemeništa, dekroatizirao Crkvu u Rijeci.

## Životopis
Rodio se 1833. godine. U Senju je na filozofsko-teološkom učilištu studirao filozofiju (1848. – 1850.) i teologiju (1850. – 1854.). Na istom je učilištu predavao već 1857. godine. Sve do do 1888. predavao je crkvenu povijest i kanonsko pravo. Dužnost rektora sjemeništa i prodirektora teološkog učilišta obnašao od 1871. do 1891. godine. Restaurirao je crkvu sv. Franje u Senju. U Rijeci župnik od 1890. do 1896. godine, pokazavši se kao strastveni zatirač glagoljice. Na mjesto župnika župe Uznesenja BDM došao poslije vrlog hrvatskog domoljuba i pučkog književnika Ivana Fiamina, sljedbenika glasovitog filologa Frana Kurelca. Bedini je bio otvoreni autonomaš. Riječanima se zamjerio jer je 1892. odbio izložiti u Zbornoj crkvi tijelo pokojnog Erazma Barčića ml., jednog od najistaknutijih boraca za prava riječkih Hrvata kojeg su poštovali svi Riječani, pa zato što ga nije htio sahraniti, građani su prosvjedovali, osudila ga je i La Bilancia, te je zadušnica održana u riječkoj pravoslavnoj crkvi sv. Nikole. Strastveni zatirač hrvatstva, odan svojoj novoj ideologiji, ukinuo je hrvatski jezik u riječkoj Zbornoj crkvi, čime je prekinuo stoljetnu tradiciju slavenske liturgije u Rijeci. Protuhrvatstvo mu je bilo takvo da je javno izjavio da je u Rijeci "zlouporaba korištenje hrvatskog i staroslavenskog jezika u bogoslužju". Zbog toga je senjsko-modruško svećenstvo prosvjedovali, dekanati na sastancima osudili mu postupak. Kad su mu poslali iz Senja Parčićev, novi glagoljski misal, vratio ga je natrag uz izliku "da to u Rijeci nije potrebno" i još drsko poslao je izvješće Svetoj Stolici u tom smislu. Kad je iz Rima došao upit, Modruški kapitularni vikar od Svete Stolice zaiskao je kopiju Bedinijeva dopisa i zatim ukorio Bedinija. Po dobru ga mogu pamtiti samo riječki Talijani, jer je bio dobar kao župnik i svećenik.
Bio je student Augustineuma, ravnatelj sjemeništa u Senju, župnik zborne crkve sv. Marije u Rijeci, arhiđakon i prepošt riječkoga kaptola. Radio na odvajanju Rijeke od hrvatskog nacionalnog korpusa i na upravnom polju. Nastojao ju je odvojiti od Senjsko-modruške biskupije, tako da ju pripoje nekoj mađarskoj biskupiji ili da bude samostalna. Umjesto hrvatske uveo je talijansku misu i uveo talijanski u upravu. Senj mu je oduzeo počasnog građanstvo.